# Guerra Italiana de 1542–1546
A Guerra Italiana de 1542-46 foi um conflito no final das Guerras Italianas, opondo Francisco I da França e Solimão I do Império Otomano contra o Sacro Imperador Romano Carlos V e Henrique VIII da Inglaterra. O curso da guerra viu extensos combates na Itália, França e Países Baixos, bem como tentativas de invasões da Espanha e Inglaterra. O conflito foi inconclusivo e ruinosamente caro para os principais participantes.
A guerra surgiu do fracasso da Trégua de Nice, que terminou a Guerra Italiana de 1536-1538, para resolver o conflito de longa data entre Carlos e Francisco - particularmente suas reivindicações conflitantes para o Ducado de Milão. Tendo encontrado um pretexto adequado, Francisco mais uma vez declarou guerra contra seu inimigo perpétuo em 1542. Os combates começaram imediatamente em todos os Países Baixos; no ano seguinte, a aliança franco-otomana atacou Nice, bem como uma série de manobras no norte da Itália que culminaram na sangrenta Batalha de Ceresole. Carlos e Henrique então passaram a invadir a França, mas os longos cercos de Boulogne-sur-Mer e Saint-Dizier impediram uma ofensiva decisiva contra os franceses.
Carlos chegou a um acordo com Francisco pelo Tratado de Crépy no final de 1544, mas a morte do filho mais novo de Francisco, o duque de Orleães - cujo casamento proposto a um parente do imperador foi a base do tratado - tornou o tratado discutível menos de um ano depois. Henrique, deixado sozinho, mas não disposto a devolver Bolonha aos franceses, continuou a lutar até 1546, quando o Tratado de Ardres finalmente restaurou a paz entre a França e a Inglaterra. As mortes do rei Francisco da França e do rei Henrique VIII da Inglaterra, no início de 1547, deixaram a resolução das Guerras Italianas para seus sucessores.

## Antecedentes
A trégua de Nice, que havia encerrado a Guerra Italiana de 1535-1538, havia dado resoluções mínimas para o longo conflito entre o Sacro Imperador Romano e o Rei da França; Embora as hostilidades tivessem terminado com um entendimento cauteloso, nenhum monarca estava satisfeito com o resultado da guerra. Francisco continuou a nutrir o desejo de recuperar o Ducado de Milão, ao qual reivindicava uma reivindicação dinástica; Carlos, por sua vez, insistiu para que Francisco finalmente cumprisse os termos do Tratado de Madri, ao qual o rei da França havia sido forçado durante sua prisão na Espanha após a Guerra Italiana de 1521-1526.  Outras reivindicações conflitantes para vários territórios - a de Carlos para a Borgonha e a de Francisco para Nápoles e Flandres - permaneceram pontos de discórdia.
As negociações entre as duas potências continuaram entre 1538 e 1539. Em 1539, Francisco convidou Carlos – que enfrentava uma rebelião na Holanda – a viajar pela França para retornar à Espanha.  Carlos aceitou e foi ricamente recebido, mas enquanto ele estava disposto a discutir assuntos religiosos com seu anfitrião - a Reforma Protestante estava em andamento - ele prevaricou na questão das diferenças políticas, e nenhuma decisão havia sido tomada no momento de deixar o solo francês.  
Em março de 1540, Carlos propôs resolver a questão casando Maria de Espanha com o filho mais novo de Francisco, Carlos II de Orleães; os dois mais tarde herdariam os Países Baixos, o Ducado da Borgonha e o Condado de Charolês após a morte do imperador.  Francisco, por sua vez, teria que renunciar às suas reivindicações aos ducados de Milão e Saboia, ratificar os tratados de Madri e Cambrai e se unir em aliança com Carlos.  Francisco, considerando a perda de Milão um preço muito alto a pagar pela futura posse dos Países Baixos, não estava disposto a ratificar os tratados e, em 24 de abril, fez uma contraproposta, concordando em ceder Milão em troca da recepção imediata pelos Países Baixos.  As negociações continuaram por semanas sem fazer qualquer progresso, e foram abandonadas em junho de 1540.
Francisco logo começou a reunir novos aliados para sua causa. Guilherme de Jülich-Kleve-Berg, que tinha estado envolvido nas Guerras de Guéldria, uma disputa com Carlos sobre a sucessão no condado de Guelders, selou sua aliança com Francisco ao se casar com a sobrinha do rei da França, Joana III de Navarra. Francisco buscou uma aliança com a Liga Esmalcádica, mas ela hesitou; em 1542, os potenciais aliados franceses no norte da Alemanha haviam chegado a entendimentos com o imperador.  Os esforços franceses em direção ao leste foram mais frutíferos, levando a uma renovação da aliança franco-otomana. Solimão, o Magnífico, procurou distrair Carlos dos avanços otomanos na Hungria, incentivando a ruptura franco-imperial.
Em 4 de julho de 1541, no entanto, o embaixador francês na corte otomana, Antonio Rincon, foi morto por tropas imperiais enquanto viajava perto de Pavia.  Em resposta aos protestos de Francisco, Charles negou qualquer responsabilidade, prometendo conduzir uma investigação com a ajuda do Papa; ele tinha planos para uma campanha no norte da África e não queria ter mais combates na Europa.
No final de setembro de 1541, Carlos estava em Maiorca preparando um ataque a Argel; Francisco, que considerava inapropriado atacar um cristão que lutava contra os muçulmanos, prometeu não declarar guerra enquanto o imperador estivesse ocupado na campanha.  A expedição imperial foi totalmente malsucedida: tempestades dispersaram a frota invasora logo após o desembarque inicial, e Carlos retornou à Espanha com o resto de suas tropas em novembro.   de março de 1542, o novo embaixador francês, Antoine Escalin des Aimars, retornou de Constantinopla com promessas de ajuda dos otomanos contra Carlos.  Francisco declarou guerra em 12 de julho, enumerando várias afrontas sofridas; entre eles estava o assassinato de Rincon, que ele chamou de "uma ferida tão grande, tão detestável e tão estranha em alguém que carrega o título e a qualidade do príncipe, que não pode de forma alguma ser perdoada, sofrida ou suportada".

## Movimentos iniciais em direção ao Tratado de Venlo
Os franceses imediatamente lançaram uma ofensiva em duas frentes contra Charles. Ao norte, o duque de Orleães atacou Luxemburgo e rapidamente capturou a cidade. ao sul, um exército maior, comandado por Claude d'Annebault e pelo filho mais velho de Francisco, o delfim Henrique, cercou sem sucesso a cidade de Perpignan, no norte da Espanha. Francisco estava entretanto em La Rochelle com uma proposta de reforma tributária da "gabelle" para reprimir uma revolta causada pelo descontentamento popular.
A essa altura, as relações entre Francisco e Henrique VIII estavam despencando. Henrique, já irritado com a recusa dos franceses em pagar os vários tributos devidos a ele sob os últimos tratados, enfrentou uma potencial interferência francesa na Escócia, onde foi pego no meio de uma tentativa de casar seu filho com Maria Rainha da Escócia e onde aconteceria a chamada guerra do "namoro brutal".  O rei da Inglaterra tinha a intenção de iniciar uma guerra contra Francisco já no verão de 1543, mas negociar um tratado para esse efeito com o imperador se mostrou difícil; uma vez que Henrique era, aos olhos de Carlos, um cismático, o imperador não podia prometer defendê-lo contra ataques, nem poderia assinar qualquer tratado referindo-se a ele como chefe da Igreja - ambos os pontos em que Henrique insistia.  As negociações continuaram por semanas e, finalmente, em 11 de fevereiro de 1543, Henrique e Carlos assinaram um tratado de aliança ofensiva, prometendo invadir a França dentro de dois anos.  Em maio de 1543, Henrique enviou a Francisco um ultimato ameaçando iniciar o conflito dentro de vinte dias, e em 22 de junho ele declarou guerra.
As hostilidades eclodiram em todo o norte da França. Sob as ordens de Henrique, Sir John Wallop atravessou o Canal da Mancha em Calais com um exército de 5.000 homens para ser usado na defesa dos Países Baixos.  Os franceses, liderados por Anthony de Bourbon-Vendôme, capturaram Lillers em abril, e em junho d'Annebault tomou Landrecies.  Guilherme de Jülich-Kleve-Berg entrou abertamente na guerra ao lado de Francisco, invadindo Brabante, e os combates também começaram em Artois e Hainaut.  Francisco parou seu exército perto de Reims sem qualquer explicação lógica; enquanto isso, Carlos atacou Guilherme de Jülich-Kleve-Berg, invadindo o Ducado de Jülich e capturando Düren.
Preocupado com o destino de seu aliado, Francisco ordenou que o duque de Orleães e d'Annebault atacassem Luxemburgo, que tomaram em 10 de setembro, mas era tarde demais para Guilherme, pois Guilherme já havia se rendido em 7 de setembro, assinando o Tratado de Venlo com Carlos.  Sob os termos do tratado, Guilherme deveria conceder o senhorio do Ducado de Guelders e do Condado de Zutphen a Carlos e ajudá-lo a suprimir a Reforma.  Carlos agora avançou para sitiar Landrecies em busca de batalha com Francisco, mas, após um breve cerco, Francisco recuou para St. Quentin em 4 de novembro, deixando o imperador livre para marchar para o norte e capturar Cambrai.

## Nizza e Lombardia
Enquanto isso, outras ações estavam em andamento no Mediterrâneo. Em abril de 1543, o sultão colocou a frota de Hayreddin Barbarossa à disposição do rei da França. Barbarossa deixou os Dardanelos com mais de uma centena de galés e invadiu a costa italiana ao longo da rota, chegando a Marselha em julho, recebido por François de Bourbon, conde de Enghien, comandante da frota francesa.  Em 6 de agosto, as frotas conjuntas francesa e otomana chegaram ao porto de Nice e desembarcaram suas tropas em Villefranche; Seguiu-se o cerco à cidade. Nice caiu em 22 de agosto, embora a cidadela resistiu até que o cerco foi levantado em 8 de setembro.
Barbarossa estava agora de preto; em 6 de setembro, ele ameaçou sair se não recebesse financiamento para abastecer sua frota.  Em resposta, Francisco ordenou que a cidade de Toulon - com exceção dos "chefes de família" - fosse evacuada, e que a cidade fosse dada a Barbarossa, para ser usada como base para seu exército de 30 000 homens pelos próximos oito meses.  Francisco, cada vez mais envergonhado com a presença otomana, não estava disposto a ajudar Barbarossa a recapturar Túnis, então a frota otomana, acompanhada por cinco galés francesas sob o comando de Antoine Escalin des Aimars, partiu para Constantinopla em maio de 1544, saqueando a costa da Campânia ao longo da rota.
No Piemonte, entretanto, criou-se um impasse entre os franceses, comandados por Guigues Guiffrey, e o exército imperial, comandado por Afonso III d'Avalos; d'Avalos havia capturado a fortaleza de Carignano, e os franceses a cercaram na esperança de forçar o exército imperial a uma batalha decisiva. Durante o inverno de 1543-1544, Francisco fortaleceu significativamente seu exército, colocando Enghien no comando. D'Avalos, também muito fortalecido, avançou para aliviar os esforços de Carignano e em 11 de abril de 1544 os dois exércitos se enfrentaram em uma das poucas batalhas campais do período em Ceresole. Embora os franceses tenham sido vitoriosos, a invasão da França por Carlos e Henrique forçou Francisco a convocar grande parte de seu exército piemontês, deixando Enghien sem as tropas de que precisava para tomar Milão. A vitória de d'Avalos sobre um exército mercenário italiano a serviço dos franceses na Batalha de Serravalle no início de junho de 1544 pôs fim às campanhas na Itália.

## Invasão da França
Em 31 de dezembro de 1543, Henrique e Carlos assinaram um novo tratado prometendo invadir a França pessoalmente até 20 de junho de 1544, cada um fornecendo um exército de nada menos que 35 000 soldados de infantaria e 7 000 de cavalaria. Contra essas forças, Francisco conseguiu reunir cerca de 70 000 homens e chamá-los dos vários exércitos. A campanha, no entanto, não pôde começar até que Henrique e Carlos tivessem resolvido seus conflitos pessoais com a Escócia e os príncipes alemães, respectivamente.  Em 15 de maio, Henrique foi informado por Edward Seymour, 1º Duque de Somerset, que, após seus ataques, a Escócia não estava mais em posição de ameaçá-lo; ele então começou a fazer preparativos para uma campanha pessoal na França, contra o conselho de seu Conselho e do Imperador, que pensou que sua presença seria um obstáculo.  Carlos tinha entretanto chegado a um entendimento com os príncipes da Dieta de Speyer, e os príncipes-eleitores da Saxônia e Brandemburgo tinham concordado em juntar-se à sua invasão da França. 
Em maio de 1544, dois exércitos imperiais estavam concentrados em invadir a França: um, sob o comando de Ferrante Gonzaga, vice-rei da Sicília, ao norte de Luxemburgo, e o outro, sob o comando do próprio Carlos, no Palatinado.  Em 25 de maio, Gonzaga conquistou Luxemburgo e marchou para Commercy e Ligny, emitindo uma proclamação dizendo que o imperador tinha vindo para derrubar "um tirano aliado dos turcos".  Em 8 de julho, Gonzaga sitiou São Dizier, e Carlos, com o segundo exército, logo se juntou a ele.
Henrique, por sua vez, enviou um exército de cerca de 40 000 homens para Calais, sob o comando conjunto de Thomas Howard, 3º Duque de Norfolk e Charles Brandon, 1º Duque de Suffolk.  Enquanto Henrique continuava a discutir com o imperador os objetivos da campanha e sua presença na França, este enorme exército se moveu lenta e sem rumo para o território francês.  No final, Henrique decidiu que o exército deveria ser dividido. Norfolk, que recebeu ordens para sitiar Ardres ou Montreuil, avançou em direção a esta última, mas foi incapaz de montar um cerco eficaz, queixando-se de suprimentos inadequados e má organização.  Suffolk recebeu ordens para atacar Bolonha; Em 14 de julho, Henrique cruzou para Calais e seguiu para Suffolk.  O cerco de Bolonha começou em 19 de julho - apesar dos protestos do imperador, que insistiu que Henrique deveria avançar em direção a Paris.
O próprio Carlos, por outro lado, ainda estava atrasado em Saint-Dizier, a cidade, fortificada por Girolamo Marini e defendida por Luís IV de Bueil, conde de Sancerre, que continuou a resistir contra o enorme exército imperial. Em 24 de julho, Carlos capturou Vitry-le-François, de onde as forças francesas estavam bloqueando suas linhas de abastecimento, e em 8 de agosto os defensores de Saint-Dizier, com falta de suprimentos, chegaram a um acordo.  Em 17 de agosto, os franceses capitularam, e o imperador permitiu que eles deixassem a cidade com suas bandeiras ao vento; Sua resistência, por quarenta e um dias, interrompeu a ofensiva imperial.  Alguns dos conselheiros de Carlos sugeriram a retirada, mas o imperador não estava disposto a perder a face e continuou a se mover em direção a Châlons, embora seu exército tenha sido impedido de atravessar o Marne pelas forças francesas que esperavam em Jâlons. As tropas imperiais avançaram rapidamente pela província de Champagne, capturando Épernay, Châtillon-sur-Marne, Château-Thierry e Soissons.
Os franceses não tentaram interceptar Charles. As tropas, lideradas por Jacques de Montgomery, saquearam Lagny-sur-Marne, cujos cidadãos supostamente haviam se rebelado, mas nenhuma tentativa foi feita para enfrentar o avanço do exército imperial.  Paris entrou em pânico, embora Francisco insistisse que a população não tinha nada a temer.  Carlos finalmente interrompeu seu avanço e voltou atrás em 11 de setembro.  Henrique, enquanto isso, estava dirigindo pessoalmente o cerco de Bolonha, que caiu como resultado da abertura de uma brecha nas muralhas do castelo no mesmo dia.  Os defensores finalmente se renderam alguns dias depois.

## Tratado de Crépy
Carlos, sem fundos e com a necessidade de lidar com a crescente agitação religiosa na Alemanha, pediu a Henrique que continuasse sua invasão ou que lhe permitisse fazer uma paz separada.  Henrique recebeu a carta do imperador quando Carlos já havia concluído um tratado com Francisco (Tratado de Crépy) que havia sido assinado pelos representantes dos dois monarcas em Crépy-en-Laonnais, Picardia, em 18 de setembro de 1544.  O tratado havia sido promovido na corte francesa pela irmã do imperador, Leonor de Habsburgo, e pela amante de Francisco, Ana de Pisseleu d'Heilly. De acordo com seus termos, Francisco e Carlos deveriam abandonar todas as reivindicações conflitantes e restaurar o status quo de 1538; o imperador abandonaria suas reivindicações ao Ducado da Borgonha e o rei da França faria o mesmo com o Reino de Nápoles, Flandres e Artois. Diz-se que o duque de Orleães se casou com a filha de Carlos, Maria, ou, a critério do imperador, com sua sobrinha Ana. No primeiro caso, a noiva receberia os Países Baixos e o Franche-Comté como dote, no segundo o Ducado de Milão. Francisco, por sua vez, concederia os ducados de Bourbon, Châtellerault e Angoulême a seu filho, e abandonaria suas reivindicações sobre os territórios do Ducado de Saboia, incluindo o Piemonte e a própria Saboia. Finalmente, Francisco ajudaria Carlos contra os otomanos, mas não, pelo menos oficialmente, contra os hereges em seus domínios.  Um segundo acordo secreto também foi assinado, segundo o qual Francisco ajudaria Carlos na reforma da igreja, convocando um concílio ecumênico e suprimindo, se necessário pela força, o protestantismo.  
O tratado foi mal recebido pelo delfim da França, que acreditava que seu irmão havia sido favorecido sobre ele, e por Henrique VIII, que acreditava que Carlos o havia traído, mas também pelo sultão otomano.  Francisco queria cumprir algumas das condições, mas a morte do Duque de Orleães em 1545 colocou o tratado em questão.

## Boulogne e Inglaterra
O conflito entre Francisco e Henrique continuou. O exército do Delfim avançou em direção a Montreuil, forçando Norfolk a levantar o cerco; Henrique retornou à Inglaterra no final de setembro de 1544, ordenando que Norfolk e Suffolk defendessem Bolonha. Os dois duques desobedeceram à ordem e retiraram a maior parte do exército inglês para Calais, deixando cerca de 4 000 homens para defender a cidade conquistada. O exército britânico em menor número estava agora preso em Calais; o Delfim, deixado sem contestação, concentrou seus esforços no cerco de Bolonha.  Em 9 de outubro, um ataque francês quase recapturou a cidade, mas foi repelido quando as tropas começaram a depreciar prematuramente a cidade.  Negociações de paz foram tentadas em Calais, sem sucesso, já que Henrique se recusou a considerar o retorno de Bolonha, e insistiu para que Francisco terminasse seu apoio aos escoceses. Carlos, que tinha sido nomeado mediador entre Francisco e Henrique, tinha entretanto entrado em conflito com o rei inglês.
Francisco havia começado uma tentativa mais desafiadora de forçar um ataque a Henrique invadindo a própria Inglaterra. Para este feito, ele reuniu um exército de mais de 30 000 homens na Normandia e uma frota de cerca de 400 navios em Le Havre, todos sob o comando de Claude d'Annebault. Em 31 de maio de 1545, uma expedição francesa desembarcou na Escócia.  No início de julho, os britânicos, sob o comando de John Dudley, Visconde Lisle, atacaram a frota francesa, mas tiveram pouco sucesso devido às condições climáticas adversas. No entanto, os franceses se depararam com uma série de incidentes: o carro-chefe de d'Annebault pegou fogo e o segundo encalhou. Deixando Le Havre em 16 de julho, a enorme frota francesa entrou no Solent em 19 de julho e brevemente engajou a frota britânica, sem efeito aparente. A principal vítima da escaramuça, a Mary Rose, afundou acidentalmente. Os franceses desembarcaram na Ilha de Wight em 21 de julho e novamente em Seaford em 25 de julho, mas essas operações abortaram e a frota francesa logo retornou para bloquear Boulogne. D'Annebault fez uma última sortie perto de Beachy Head em 15 de agosto, mas recuou para o porto após uma breve escaramuça.

## Tratado de Ardres
Em setembro de 1545, a guerra estava em um impasse virtual de ambos os lados, já que os contendores estavam sem fundos e tropas, tendo buscado ajuda dos protestantes alemães em vão.  Henrique, Francisco e Carlos tentaram extensas manobras diplomáticas para quebrar o impasse, mas nenhum dos três tinha confiança nos outros, e isso levou a pouco efeito prático.  Em janeiro de 1546, Henrique enviou o Conde de Hertford para Calais, ostensivamente para se preparar para uma ofensiva, que no entanto não se concretizou.
Francisco não podia se dar ao luxo de retomar uma guerra em grande escala, e Henrique estava preocupado apenas com o destino de Bolonha. As negociações entre os dois lados foram retomadas em 6 de maio.  Em 7 de junho de 1546, o Tratado de Ardres — também conhecido como Tratado de Camp — foi assinado entre Claude d'Annebault, Pierre Ramon e Guillaume Bochetel em nome de Francisco, e John Dudley, William Paget e Nicholas Wotton em nome de Henrique. De acordo com seus termos, Henrique manteria Bolonha até 1554, e depois a cederia em troca de dois milhões de écus. Enquanto isso, nenhum dos lados construiria fortificações na região, e Francisco retomaria o pagamento do tributo a Henrique. Depois de ouvir a quantia exigida para Bolonha, o embaixador imperial disse a Henrique que a cidade permaneceria em mãos inglesas permanentemente. Durante as negociações para o tratado, dois mediadores protestantes, Hans Bruno de Metz e Johannes Sturm, estavam preocupados que a guerra de Henrique na Escócia fosse um obstáculo, uma vez que o Artigo XVI do tratado também previa a paz naquele território. Henrique prometeu não atacar os escoceses a menos que houvesse boas razões, e a guerra de namoro brutal viu uma trégua que duraria 18 meses.

## Consequências
Desastrosa financeiramente, a guerra tinha sido o conflito mais caro tanto para Francisco quanto para Henrique. Na Inglaterra, a necessidade de fundos levou a condições que Elton chamou de "uma carga tributária sem precedentes", bem como ao aviltamento sistemático da moeda.  Francisco impôs uma série de novos impostos e promulgou várias reformas financeiras.  Ele foi, portanto, incapaz de ajudar os protestantes alemães, que estavam agora envolvidos na Guerra Esmalcádica contra o Imperador; por enquanto, qualquer ajuda francesa teve que ser adiada e Carlos já havia conquistado sua vitória na Batalha de Mühlberg. Quanto a Solimão, a assinatura da Trégua de Adrianópolis em 1547 foi uma interrupção temporária em sua luta contra os Habsburgos. Henrique VIII morreu em 28 de janeiro de 1547 e Francisco também morreu em 31 de março. Os sucessores de Henrique continuaram envolvidos na Escócia. Quando, em 1548, o atrito com os escoceses levou à retomada das hostilidades em torno de Bolonha, eles decidiram evitar uma "guerra em duas frentes", devolvendo a cidade quatro anos antes, em 1550.  As questões que causaram a guerra, especialmente as reivindicações dinásticas na Itália, permaneceram sem solução até a Paz de Cateau-Cambrésis, que encerraria a Guerra Italiana de 1551-1559 e seis décadas de conflito.